# Late Night with David Letterman
Late Night with David Letterman war eine tägliche Late-Night-Show auf NBC, moderiert von David Letterman. Sie feierte 1982 Premiere und lief bis zum 25. Juni 1993, als Letterman NBC verließ, um mit seiner Show unter dem neuen Namen Late Show zu CBS zu wechseln. Nachfolger wurde Late Night with Conan O’Brien.

## Geschichte

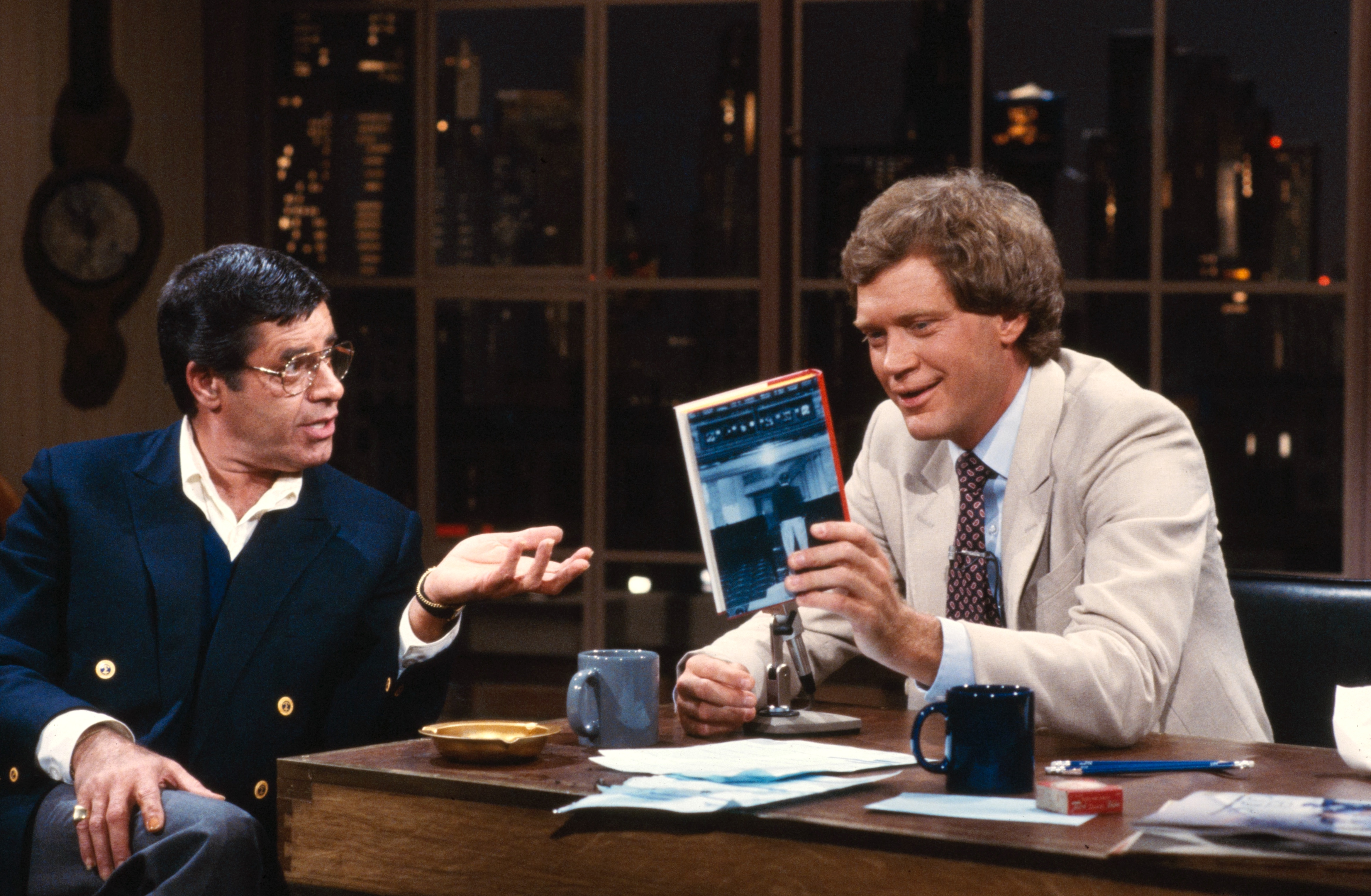
David Letterman (rechts) mit Jerry Lewis (1982)

Als Nachfolger der Tomorrow Show mit Tom Snyder ging David Letterman 1982 auf Sendung. 1993 galt es seitens NBC, einen Nachfolger für Johnny Carson und seine Tonight Show (die er 30 Jahre lang moderiert hatte) zu finden. NBC vergab den Posten an den Stand-Up Comedian Jay Leno. Letterman, dem der Posten Jahre zuvor versprochen worden war, war daraufhin sehr verärgert und enttäuscht. In der Öffentlichkeit behauptete Letterman, er habe ein Angebot von NBC erhalten, das aber nicht mit dem von CBS mithalten könne – NBC kommentierte, ein solches Angebot habe es nie gegeben und der Sender hätte sich für Leno entschieden. Letterman entschied sich, NBC zu verlassen und mit seiner neuen Show bei CBS gegen die Tonight Show anzutreten. Bis zu diesem Zeitpunkt wurden während einer Laufzeit von 11,5 Jahren 1810 Shows ausgestrahlt.

## Wechsel zu CBS
So wechselte Letterman 1993 mitsamt seinem Team zum Sender CBS, seine Show blieb dabei praktisch unverändert. Am 25. April 1993 entschied sich NBC für den bis dahin weithin unbekannten Simpsons-Autor Conan O’Brien als Nachfolger für Letterman. Der Name „Late Night with ...“, der im Besitz von NBC war, wurde beibehalten (Late Night with Conan O’Brien).